# One Blood One Love
One Blood One Love è l'album di debutto del cantante reggae grenadino Papa Winnie, pubblicato nel 1989.
Il disco è uscito in Brasile per l'etichetta discografica N.T.M. Records, mentre in Italia è stato diffuso dalla Epic.
L'album contiene alcuni dei successi del cantante come Rootsie & Boopsie, Brothers & Sisters e Get Up.

## Tracce
N.T.M. (188.138/1-468048)
Epic (EPC 466770)
1. Rootsie & Boopsie – 7:27
2. Brothers & Sisters – 5:35
3. Get Up – 4:34
4. Sorry – 4:14
5. Piece of You – 4:18
6. A – 3:33
7. One Blood – 4:29
8. Yeah (Party Song) – 4:19
9. Hang On, Sloopy – 4:46
10. Italian Girls – 4:00

Durata totale: 47:15